# Magnar Ingebrigtsli
Magnar Ingebrigtsli (* 11. November 1932 in Rindal; † 10. September 2001 ebenda) war ein norwegischer Skilangläufer und Biathlet.
Ingebrigtsli, der für den IK Rindals-Troll startete, trat international erstmals bei den Olympischen Winterspielen 1956 in Cortina d’Ampezzo in Erscheinung. Dort belegte er den 30. Platz über 15 km. Im selben Jahr lief er bei den norwegischen Meisterschaften auf den zweiten Platz über 30 km. Dies Platzierung wiederholte er im folgenden Jahr über 50 km. Im Jahr 1959 wurde er beim Holmenkollen Skifestival Fünfter über 50 km. Bei der Biathlon-Weltmeisterschaft 1961 in Umeå kam er auf den siebten Platz im Einzel und auf den vierten Rang im Mannschaftswettbewerb. Im selben Jahr wurde er norwegischer Meister im Einzel. Zwei Jahre später gewann er das Birkebeinerrennet und errang bei der Biathlon-Weltmeisterschaft in Seefeld in Tirol den 28. Platz im Einzel.